# Jorge
Jorge, forma en español del nombre propio en muchas lenguas, tiene un origen griego: el 'geôrgos', que el idioma francés transcribe 'Georges', es el labrador, es decir el que trabaja ('ergon' єργου) la tierra ('geo' γή). En Occidente, el nombre se conoce a partir del siglo XI a raíz de las cruzadas. El nombre se extendió debido a la popularidad de San Jorge y su Leyenda Áurea, muy extendida en las cortes europeas del siglo XIII.

## Popularidad
Este nombre ha permanecido popular en los últimos 1500 años y supera fácilmente en número a nombres como Carlos, Enrique, Ricardo, Luis, Pablo o Miguel.[cita requerida] Solo hay que ver el número de viandas que ha dado para esto, además de traducciones y variantes que posee el nombre en diferentes lenguas y dialectos.
En el reino de Aragón San Jorge se equiparó a Santiago: las populares fiestas de "Moros y Cristianos" de Alcoy tienen su origen en la tradición que hizo aparecer a San Jorge durante un sitio; es una leyenda paralela a la de Clavijo.
En Alemania, el nombre ha sido muy popular desde la Edad Media, decayendo su uso posteriormente. En Gran Bretaña, a pesar ser San Jorge el patrón de Inglaterra desde el siglo XIV, el nombre no se popularizó hasta el siglo XVIII a raíz de la entronización de la dinastía de los Hannover con Jorge I de Inglaterra. En EE. UU., las estadísticas de mitad del siglo XIX lo ponían entre los cinco nombres de bebé más populares. La tendencia se mantuvo hasta los años 1950, en los que el nombre comenzó a perder popularidad. La misma tendencia se dio en Francia: de ser uno de los diez nombres más populares a comienzos del siglo XX, ha pasado a estar hacia la posición 20. Siempre en el siglo XX según una estimación de Italia Jorge (en italiano Giorgio) era el decimoctavo nombre masculino más común.
En el 2001, en Cataluña Jordi fue el 10.° nombre más popular para bebés. En el 2001 la frecuencia absoluta de "Jordi" fue de unos 72.500. En este caso parece que el nombre se ha popularizado con el transcurso del siglo XX. En los años 30 y 40 la popularidad era del 8% aproximadamente. En la década de los 60 aumentó hasta el 28%, llegando en las décadas de los 70 y 80 hasta el 42% (22.800 y 14.700 aproximadamente en valores absolutos).
El 24 de julio de 2013 se dio a conocer el nombre del bebe real hijo de los duques William y Kate, de Inglaterra le llamaron George Alexander Louis por ser un nombre favorito por el pueblo.

## Variantes
- Femenino: Jorgelina, Georgina.
- Diminutivo o hipocorístico: Jorgito, Jorgillo, Jorgelito, Jorgete, Coque.

## Variantes en otros idiomas
- Albanés: Jordan.
- Amhárico: ጊዮርጊሰ.
- Árabe: جرجس, ﺟﻮﺭﺝ, ﺍﺎﺧﺿﺭ
- Aragonés: Chorche.
- Asturiano: Xurde.
- Alemán: Georg, Jörg, Jürgen, Jorn, Jurgen, Gorgel, Görries, Görris, Jeorg, Jorg, Gorg, Gerg.
- Armenio: Գեվորգ, Գեւորգ
- Búlgaro: Георги, Джордж.
- Catalán: Jordi.
- Checo: Jiří; diminutivos: Jíra, Jirka, Jiřík, Jiříček, Jiroušek, Jiran, Jiránek.
- Chino simplificado: 乔治 (George ing.), 佐殊 (Georges fr.), 豪尔赫 (Jorge es.), 霍尔蒂 (Jordi cat.), 于尔根 (Jürgen de.), 格奧尔格 (Georg de.), 耶尔格 (Jörg de.), 耶尔恩 (Jörn de.).
- Chino tradicional: 喬治 (George ing.), 豪爾赫 (Jorge es.), 霍爾蒂 (Jordi cat.).
- Corlandés: Gœrje.
- Córnico: Jory; diminutivos: Jord, Jorj, Joran.
- Coreano: 호르헤, 영국왕의 이름, 조지상, 갈색 토기의 큰 물주전자, 성 조지, 자동 조종 장치, 근사한 것], 근사한 사람, 뛰어난 것, 뛰어난 사람.
- Corso: Ghjorghju; diminutivos: Giogi, Giorgetti.
- Copto: Γεώργιος.
- Croata: Goran, Juraj, Jure, Đuro.
- Danés: Jørgen, Georg, Jørn, Jörn, Jorck, Jorre, Jory, Joris.
- Escocés: Geroge; diminutivo: Cheordag.
- Eslovaco: Džordž, Juraj.
- Esloveno: Jure, Georgius, Jurij, Juraj.
- Español: Jorge, Georgino.
- Esperanto: Georgo.
- Estonio: Jüri.
- Euskera: Jurgi (tradicional), Gorka (neologismo)
- Feroés: Jorgen.
- Finlandés: Yrjö, Yrjänä, Jyrki, Jori, Jorre.
- Francés: Georges, Jordy, Jorioz (en Saboya), Jore (en Normandía); diminutivos: Jojo, Zizi.
- Frisón: Jörn, Joren, Jurg; diminutivo: Joris.
- Gaélico escocés: Seòras, Seòrsa, Deòrsa, Dod.
- Galés: Siôrs, Siôr, Siors, Siorys.
- Gallego: Xurxo, Xorxe.
- Georgiano: გიორგი.
- Griego: Γεώργιος, Γιώργος.
- Hawaiano: Keoki.
- Hebreo: בוסתנאי (Bustenai, equivalente Arameo que significa jardinero o granjero), ג'ורג'.
- Húngaro: György, Gyuri, Gyurika.
- Inglés: George, Jorin, Yorick; diminutivos: Geordie, Geordi, Georgie.
- Islandés: Jörgen, Georg.
- Irlandés: Seoirse.
- Italiano: Giorgio, Iorio, Georgio; diminutivos: Gino, Giorgino.
- Japonés: ジョージ (George ing.), ジョルジョ (Giorgio it.), ゲオルギオス (Γεώργιος gri.), ヨルゴス (Γιώργος gri.), イェーオリ (Georg sue.), ホルヘ (Jorge esp.), イジー (Jiří che.), ギオルグ y ギオル (Georg dan.), ヨーウエン (Jørgen dan.), ヨーアン (Jorn dan.), ジェルジ (György hun.), ジョルジュ (Georges fra. y George neerlandés), ジョルジェ (Jorge por.), ゲオルギウス (Georgius lat.), ゲオルギイ (Георгий rus.), ユーリイ(Юрий rus.), ゲオルク (Georg ale.), ジョルディ　(Jordi cat.).
- Latín: Georgius.
- Letón: Juris, Jurģis, Georgs, Jorens.
- Lituano: Jurgis.
- Maltés: Ġorġ.
- Manés: Shorys.
- Maorí: Hori.
- Neerlandés: Joris, Joren, Sjors, Jorre, Goris, Ioris, Jurg, Youri, Joeri.
- Noruego: Georg, Jørgen.
- Occitano: Jòrdi, Jordi (antiguo), Jòrgi, Jòrli, Jòri.
- Persa: ﺟﻮﺭﺝ
- Peruano: Collque, Colque, Colqe, Qollque, Qollqe.
- Polaco: Jerzy, Jerzi, Jura, Juryj, Jorgi; diminutivo: Jurek.
- Portugués: Jorge.
- Quechua: Collque
- Rumano: Gheorghe, Iorghu, Iorgu; diminutivos: Gheorgan, Gheorghian, Ganea, Ghica, Gorghie, Gorghe, Gog, Goga, Gogan, Gogancea, Gogea, Gogotă, Gogu, Giura, Giurău, Giurcan, Iorga, Iordache, Iorgan, Iorgu, Iorgache, Iuca, Iorda, Giurgiu, Giurgică, Giurgilă, Jurj, Jury, Jurg, Jurga, Jurja, Jura, Iurg, Iurga, Iuga, Gociu, Gorea, Gaţa, Goţi, Gotea, Gheţea, Zorez, George, Gică, Egor, Ghera, Gherea.
- Ruso: Юрий (Yuri), Георгий (Gueorgui), Егор (Egor), Егорий (Egori), Джордж (Dzhordzh); diminutivos: Гога, Гора, Гоша, Юра, Жора, Жорочка, Гошенька, Жорка, Гошка.
- Serbio: Ђорђе.
- Serbocroata: Džordž.
- Siríaco: Ghevargheese, Ghevarghese, Gheevarghese, Vargheese, Varghese, Varghis, Vargis, Verghese, Vergese, Vargese, Vakkachan, Varkey, Vareeth.
- Sórabo: Jurij.
- Sueco: Göran, Örjan, Jörgen, Jöran, Goran, Georg, Jörgan, Jurgen, Jöran, Jørn, Ürjan.
- Sundanés: Jurgis.
- Turco: Jorj.
- Turcomano: Jorj.
- Ucraniano: Георгій, Юрiй.
- Urdu: Korchia.
- Vasco: Gorka (forma inventada por Sabino Arana), Jurgi, Jurtzi (maneras medievales).
- Yidis: Georg.